# Szakcs
Szakcs är en ort i Ungern.   Den ligger i provinsen Tolna, i den västra delen av landet, 130 km sydväst om huvudstaden Budapest. Szakcs ligger 178 meter över havet och antalet invånare är 954.